# Orte (Grècia)
|  | Per a altres significats, vegeu «Orte». |

Orte (en grec antic Ὄρθη) era una antiga ciutat de Perrèbia a Tessàlia que Homer menciona al "Catàleg de les naus" a la Ilíada, on formava part dels territoris governats per Polipetes.
Segons Estrabó, es creia que Orte era l'acròpoli de Falana, una ciutat també a Perrèbia situada a la vall de Tempe per on passava el riu Peneu. Però a les llistes que dona Plini el Vell és una ciutat diferent.